# Klaterspeel
De Klaterspeel is een natuurgebied in de tot de Noord-Brabantse gemeente Cranendonck behorende plaats Maarheeze, gelegen aan de Sterkselseweg.
Het terrein, dat aansluit bij het in de gemeente Heeze-Leende gelegen landgoed Mariahoeve, beslaat voornamelijk uit droog naaldbos op dekzand. Het gebied wordt beheerd door Staatsbosbeheer.
In juli 2018 woedde in dit gebied -tijdens een periode van extreme droogte- een bosbrand, waarbij enkele ha bos afbrandde.